# William Long
William Joseph Long, OBE (* 23. April 1922 in Stockton-on-Tees; † 10. Februar 2008) war ein unionistischer Politiker Nordirlands.
Geboren und aufgewachsen in Great Ayton, Yorkshire, studierte er am Royal (Dick) Veterinary College in Edinburgh sowie am  Royal Military College in Sandhurst. 1940 war er in Nordirland als Offizier der Royal Inniskilling Fusiliers stationiert. Dort heiratete er Doreen Mercer, eine niedergelasse Ärztin, und ließ sich ab 1942 dauerhaft in Irland nieder.
Nach dem Krieg verließ Long die britische Armee und übernahm nacheinander die Leitung zweier Wohlfahrtsorganisationen. Er trat der Ulster Unionist Party bei und wurde in Donaghadee in den Stadtrat gewählt, dem er zwischen 1955 und 1964 vorsaß.
Bei der Wahl in Nordirland 1962 wurde er für die unionistische Ards-Fraktion ins Parlament Nordirlands gewählt. Er gewann kurze Aufmerksamkeit durch eine Intervention in einem Streikfall bei der Werft Harland & Wolff. Zeitlebens richtete seine politische Arbeit den Fokus auf die Fischerei. Unter Premierminister Terence O’Neill wurde er 1963 zum Agrarminister berufen. Ab 1966 hielt er das Ministerium für Bildung.
In dieser Funktion versuchte er, die katholischen Schulen in das staatliche Schulsystem zu integrieren, welches überwiegend protestantische Schüler aufnahm. Er handelte ein Abkommen mit Kardinal Conway aus, wonach dem Staat einige schulpolitische Entscheidungskompetenzen übertragen wurden. Im Gegenzug stärkte er deren Finanzierung. Die teilweise umstrittene Reform muss vor dem Hintergrund der während des Nordirlandkonflikts besonders scharfen gesellschaftlichen Segregation von Katholiken und Protestanten bewertet werden.
1968 wurde er zum Innenminister berufen. Nach einer weiteren Eskalationswelle der „Troubles“, die zeitlebens sein politisches Wirken geprägt haben, erließ er eine Ergänzung zum Public Order Act (Northern Ireland) 1951 und stellte die wissentliche Teilnahme an „illegalen Märschen oder Veranstaltungen“ unter Strafe. Nach drei Monaten im Amt wechselte er ins Ministerium für Entwicklung. Als Teil eines vierköpfigen Kabinetts berief er im April 1969 britische Truppen zu einem Inlandseinsatz in einem Versuch, die Folgen der Troubles zu kontrollieren. Wider der öffentlichen Erwartung wurde er unter dem neuen Premierminister James Chichester-Clark ins Kabinett berufen, erneut im Ministerium für Bildung.
1969 verhandelte er mit Ian Paisley erfolglos über eine Beilegung der andauernden innenpolitischen Konflikte, die 1972 in der Auflösung des Parlaments mündeten. Seitdem war Long nur noch wenig politisch aktiv. Zuletzt wurde er 1985 im Rahmen der Neujahrsehrungen zum Officer of the Order of the British Empire (OBE) ernannt.